# 詹姆斯·派斯·詹森
詹姆斯·派斯·詹森（James Price Johnson，1894年2月1日—1955年11月17日）是一名美國非裔鋼琴家、作曲家。在錄音技術剛出現的時代，詹森是美國最具影響力的鋼琴家之一，曾對鋼琴的跳躍彈奏法作出過重要貢獻。受詹森影響的鋼琴家包括貝西伯爵（Count Basie）、艾靈頓公爵（Duke Ellington）、阿特·塔圖姆（Art Tatum）以及他的學生胖子華勒（Fats Waller）。
詹森演奏的不少曲子都是由他本人親自作曲的。